# Hernán Pujato
Hernán Pujato (Diamante, 5 de junio de 1904 - Buenos Aires, 7 de septiembre de 2003) fue un militar, diplomático y explorador argentino que fundó las primeras bases antárticas del país, así como el Instituto Antártico Argentino.

## Formación
Hernán Pujato nació en 1904 en la ciudad de Diamante, en la provincia argentina de Entre Ríos, siendo su madre Martina García y su padre José Diego Pujato. Ese mismo año Argentina comenzó, de manera ininterrumpida, efectiva y notoria, su permanencia en la Antártida. Realizó sus estudios primarios en la escuela pública Independencia de Diamante y los secundarios en el Colegio La Salle Buenos Aires.
Ingresó al Colegio Militar de la Nación el 1 de marzo de 1922 de donde egresó como subteniente de Infantería el 24 de julio de 1924. En 1927 se desempeñó en el Regimiento de Infantería de Montaña 16, en la localidad de Uspallata, provincia de Mendoza. Allí adquirió la aptitud de esquiador militar y desarrolló una gran actividad de montaña; en 1929 intentó llegar a la cumbre del Aconcagua, debiendo suspender el ascenso 300 metros antes de la cumbre debido a un fuerte temporal.
En 1935 ingresó a la Escuela Superior de Guerra, de donde egresó con el título de oficial de Estado Mayor en 1938. Fue destinado nuevamente al Centro de Instrucción de Montaña en la provincia de Mendoza.

## Carrera militar
Estando destinado como agregado militar a la embajada argentina en Bolivia, en 1947, siguió con atención los planes de reconocimiento del territorio antártico próximo a la Argentina, que habían comenzado con la expedición en 1942 del capitán Alberto J. Oddera y otras subsiguientes. Hasta esas fechas, la cartografía de la región era apenas vestigial, y el desconocimiento sobre los aspectos biológicos y geológicos de la misma era casi total.
Una visita oficial realizada por el presidente Perón a dicho país en 1948 fue la excelente ocasión para que Pujato pudiera exponer sus planes antárticos ante el más alto nivel de decisión política nacional.
En 1949 Pujato, entonces coronel, presentó al presidente Juan Domingo Perón un detallado plan de acción que incluía la instalación de bases científicas y poblacionales en la Antártida, así como la creación de un instituto científico a efectos de investigación. El interés oficial en el proyecto llevó a que se lo destinara a Estados Unidos y Groenlandia a fin de adquirir los conocimientos técnicos necesarios para la supervivencia en latitudes extremas. La Armada nacional no estaba en condiciones técnicas de realizar la logística necesaria para tamaña acción, razón por la cual debió recurrirse al empresariado privado que colaboró en todo lo atinente a traslado y carga.
Las labores de preparación concluyeron en 1951, y el 12 de febrero de ese año el transporte patagónico Santa Micaela, propiedad de la empresa naviera argentina Pérez Companc, comandado por el capitán Santiago Farrell, zarpó con el material necesario para construir una instalación permanente en el territorio antártico. La Primera Expedición Científica a la Antártida Continental Argentina erigió el 21 de marzo la base San Martín, en la bahía Margarita, el primer asentamiento humano al sur del círculo polar antártico y la primera base científica argentina en el territorio continental antártico. A partir de la base, equipos en trineo recorrieron la zona, recabando información geográfica. En estas misiones relevaron unos 105.000 km. cuadrados, bautizando con nombres argentinos los accidentes geográficos cartografiados
El 29 de marzo se iniciaron las comunicaciones aéreas entre la base San Martín y el destacamento naval Melchior, y en diciembre se demostró la posibilidad de conectarlas directamente con el continente, gracias al vuelo de un hidroavión partido de Río Gallegos que lanzó sobre la base útiles y correo.
Ese mismo año, Pujato fue nombrado general de brigada y titular del recientemente creado Instituto Antártico Argentino (IAA); insistió, de acuerdo con su plan, en que éste dependiera del Ministerio del Asuntos Técnicos, no de las autoridades militares, afirmando que la tarea principal de las bases antárticas era la investigación.
En 1952 se experimentó con las comunicaciones aéreas; el 7 de febrero dos hidroaviones partieron de Río Grande, en Tierra del Fuego, y aterrizaron en la Antártida, regresando tres días más tarde. En marzo, el ARA Bahía Aguirre llevó a la base San Martín el primer helicóptero empleado para la fotografía aérea en la Antártida. En 1954, pese a los informes desfavorables, promovió la compra de un rompehielos; finalmente se adquiriría en Alemania el rompehielo ARA General San Martín, con la intención de alcanzar el final del mar de Weddell. El 20 de diciembre de 1954 zarpó, con Pujato a bordo, con la impedimenta necesaria para instalar la base antártica Belgrano.
El 18 de enero de 1955, tras alcanzar la costa sur del mar de Weddell, se fundó ésta, la más austral del mundo en su momento. Las tareas de exploración se llevaron a cabo por tierra, empleando trineos, y por aire, con dos monoplazas traídos a tal efecto, que alcanzaron los 83.º 10' de latitud sur; Pujato piloteó personalmente muchos de los vuelos de reconocimiento. El éxito le valió el nombramiento de general de división.
El 16 de septiembre de 1955 el presidente Juan Domingo Perón fue derrocado y a su regreso ninguna comitiva oficial lo recibió. Las condecoraciones que Perón le había otorgado le iban a jugar en su contra, y Pujato fue llamado a comparecer por las nuevas autoridades, que lo habían sumariado. Posteriormente por decisión del gobierno de facto de Pedro Eugenio Aramburu pasó a situación de retiro y apartado de sus cargos.
No había podido alcanzar el Polo Sur, pero ya había encontrado quien pudiese terminar lo que él comenzó: el coronel Jorge Edgar Leal.
Fue reconocido en vida como "Ciudadano Ilustre de Diamante", fue nombrado Comandante Honorario del Comando Antártico del Ejército y fue homenajeado por la Cámara de Diputados de la Nación el 14 de agosto de 1991.

## Malvinas y Pujato
Durante la guerra de las Malvinas, en 1982, Pujato ―ya un general retirado de casi 78 años― se presentó al comandante del Ejército ofreciéndose como piloto para estrellarse con un avión cargado de explosivos contra algún buque británico.

## Reconocimientos

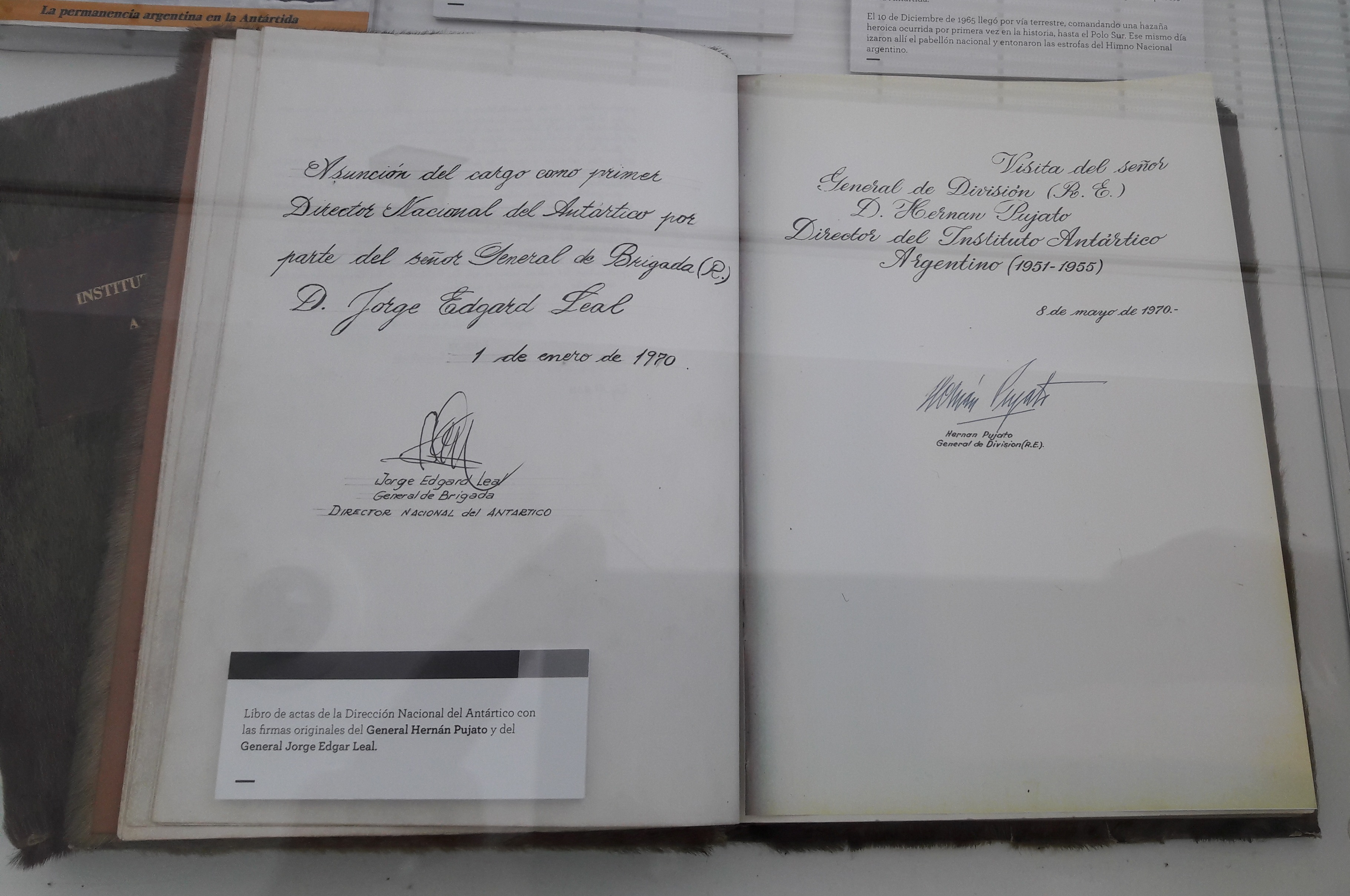
Libro de actas original de la Dirección Nacional del Antártico con las firmas de Pujato y Jorge Edgar Leal, Museo Malvinas e Islas del Atlántico Sur.

- Gran Maestro Fundador de la orden de Los Caballeros al Desierto Blanco.
- En 1951 Perón honró a Pujato imponiéndole su nombre al Instituto Antártico Argentino, creado por decreto del Poder Ejecutivo Nacional n.º 7338, del 17 de abril de 1951.[6]
- Con la Revolución Libertadora, Pujato fue pasado a retiro. Permaneció activo en organismos internacionales, y en 1967 se nombró en su honor "cerro Pujato" a la cumbre ubicada en 82°40′S 42°57′O / -82.667, -42.950.
- En 1981, al cumplirse 30 años del Ejército en la Antártida, se le entregó la Medalla del Ejército Argentino.
- En 1983, el 26 de octubre, el Comandante en Jefe del Ejército lo designó Comandante Honorario del Comando antártico del Ejército, por su prestigiosa carrera militar y su permanente preocupación por la actividad antártica Argentina.
- En 2002 la escritora Susana Rigoz publicó el libro Hernán Pujato: El conquistador del desierto blanco.[7]
- La provincia de Río Negro incorporó en 2010 al calendario escolar su natalicio.

## Fallecimiento
Con sus años y toda su experiencia a cuestas y a fines de no molestar, obligando a su cuidado a su familia, el general Pujato decidió internarse en el Hospital Militar Campo de Mayo, allí ocupó hasta su muerte una humilde y sencilla habitación. Recibía a sus amistades con una bata de la Institución. Donó sus salarios de militar retirado a ese Hospital para contribuir a su manutención y no causar erogaciones al Estado. Quienes lo atendían y los que lo visitaban gozaban de su sabiduría y le pedían que les relatara sus acciones antárticas a lo que jamás se negó. Recibió el reconocimiento de sus conciudadanos en vida.
Falleció a los 99 años de edad en el Hospital Militar Campo de Mayo. Sus restos fueron llevados a la Antártida y descansan en el islote Bárbara, cercano a la Base San Martín.